# Drague à disque désagrégateur

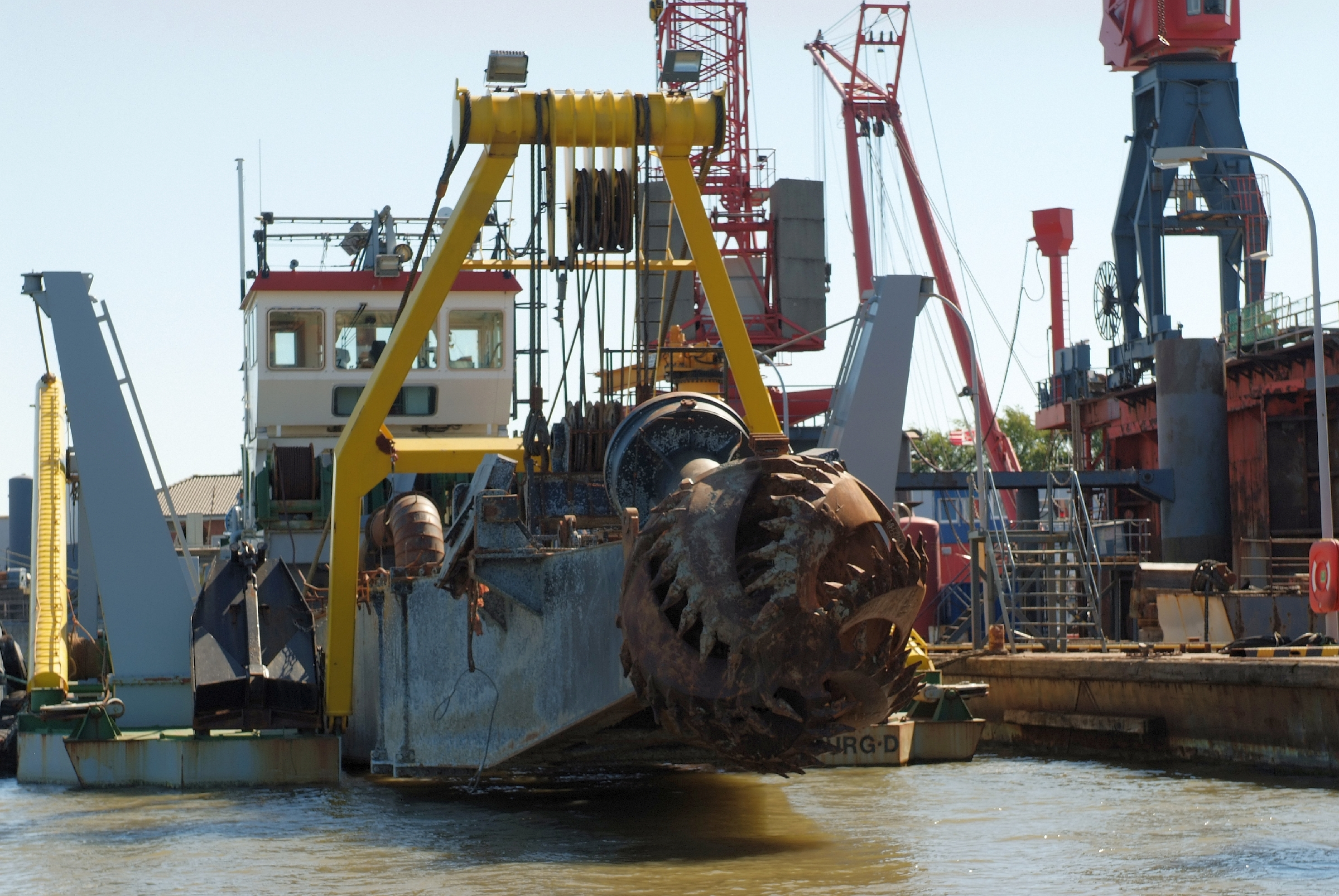
Une drague à disque désagrégateur dans le port de Cuxhaven (Allemagne).

La drague à disque désagrégateur, appelée aussi drague à cutter, est une drague aspiratrice pourvue d'une énorme fraise (disque désagrégateur ou cutter) qui sert à désagréger les matériaux avant leur pompage et refoulement. 

## Description
L'évacuation des matériaux se fait au travers d'une conduite flottante, ou dans des barges amarrées le long de la drague. La drague papillonne autour de son pieu de travail, à l'aide de deux treuils latéraux.
La force du cutter, renforcée par l'ancrage sur le pieu, permet de désagréger des roches de résistance considérable. Le dragage, par les plus grosses dragues à cutter, de roches avec une résistance à la compression simple de plus de 50 MPa (résistance équivalente à celle d'un très bon béton), n'est pas exceptionnelle.
La D'Artagnan, de l'entreprise française Société de dragage international (membre du groupe belge DEME, Dredging, Environmental and Marine Contractors), avec une puissance installée de 28 000 kW soit 38 000 ch, est la plus puissante au monde dans la catégorie des "rock cutter".